# Kriechende Gämswurz
Die Kriechende Gämswurz (Doronicum pardalianches), auch Kriechende Gemswurz geschrieben und kurz Gemswurz genannt, ist eine Pflanzenart aus der Gattung Gämswurzen (Doronicum) innerhalb der Familie Korbblütler (Asteraceae). Sie ist auf der nordöstlichen Iberische Halbinsel und in Zentraleuropa verbreitet.

## Beschreibung

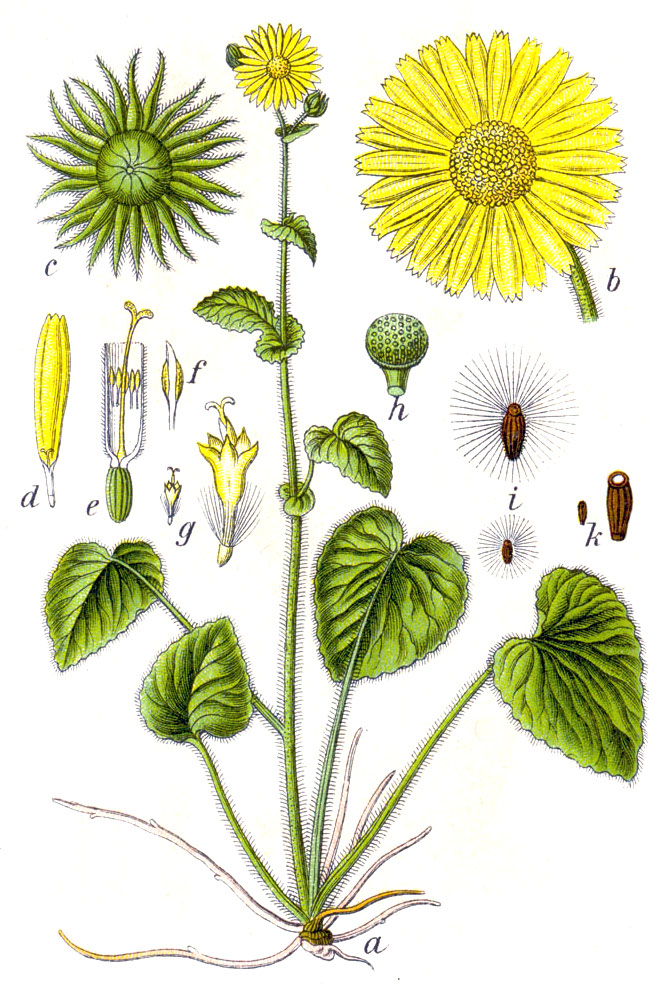
Illustration aus Sturm

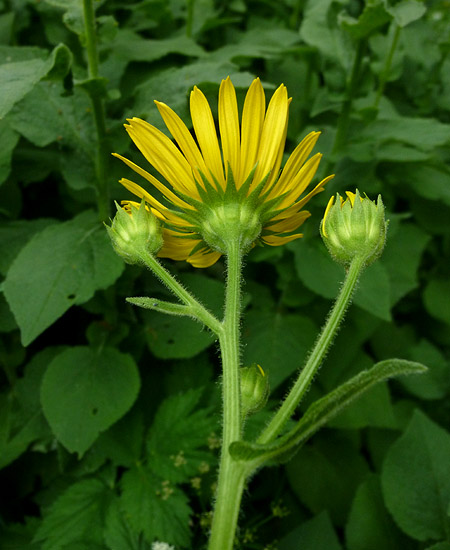
Ausschnitt eines Gesamtblütenstandes mit Blütenkörben von unten, gut sichtbar ist die Korbhülle

### Erscheinungsbild und Laubblatt
Die Kriechende Gämswurz wächst als ausdauernde krautige Pflanze und erreicht Wuchshöhen von meist 50 bis 100, selten bis zu 150 Zentimetern. Sie bildet lange, unterirdische, fleischige, mehr oder weniger flaumig behaarte bis kahle Rhizome als Überdauerungsorgane; sie sind ausläuferartig, enden manchmal mit Knospen und führen so zu einer vegetativen Vermehrung, dadurch werden flächige Bestände gebildet. An den Knoten der Rhizome befinden sich glänzende, weiß-getönte Haare (Trichome). Der aufrechte, auch im oberen Bereich kaum verzweigte Stängel ist zottig behaart und nur in den unteren zwei Dritteln beblättert. Die Internodien sind immer länger als die in ihrer Nähe befindlichen Laubblätter.
Die Laubblätter sind grundständig und wechselständig am Stängel verteilt angeordnet. Der Blattstiel der Grundblätter weist eine Länge von 4,5 bis 27 Zentimetern und einen Durchmesser von 1 bis 4,5 Millimetern auf. Die zur Blütezeit manchmal noch vorhandenen Grundblätter besitzen eine einfache Blattspreite, die bei einer Länge von 3,6 bis 16,5 Zentimetern sowie einer Breite von 3,3 bis 14 Zentimetern eiförmig mit breit-herzförmiger Spreitenbasis und stumpfem oberen Ende fast ganzrandig und beiderseits behaart ist. Die Stängelblätter sind fast ganzrandig und auf beiden Seiten behaart. Der dicht behaarte und schwach geflügelte Blattstiel der unteren Stängelblätter weist eine Länge von meist 6 bis 10 (3,4 bis 27) Zentimetern und einen Durchmesser von 1 bis 1,5 Millimetern auf. Die unteren Stängelblätter sind den Grundblättern ähnlich und besitzen eine einfache Blattspreite, die eine Länge von 3,3 bis 22 Zentimetern sowie eine Breite von 2,3 bis 11 Zentimetern aufweist. Die mittleren Stängelblätter sind sitzend sowie stängelumfassend und besitzen eine einfache Blattspreite, die bei einer Länge von meist 5 bis 9 (2,7 bis 15,3) Zentimetern sowie einer Breite von 3 bis 6 (1,6 bis 10) Zentimetern geigenförmig ist. Die oberen Stängelblätter besitzen eine einfache Blattspreite, die bei einer Länge von meist 2,6 bis 6 (1 bis 10) Zentimetern sowie einer Breite von meist 1 bis 2 (0,2 bis 5,5) Zentimetern eiförmig-elliptisch bis eiförmig-lanzettlich ist; sie sind manchmal hochblattartig.

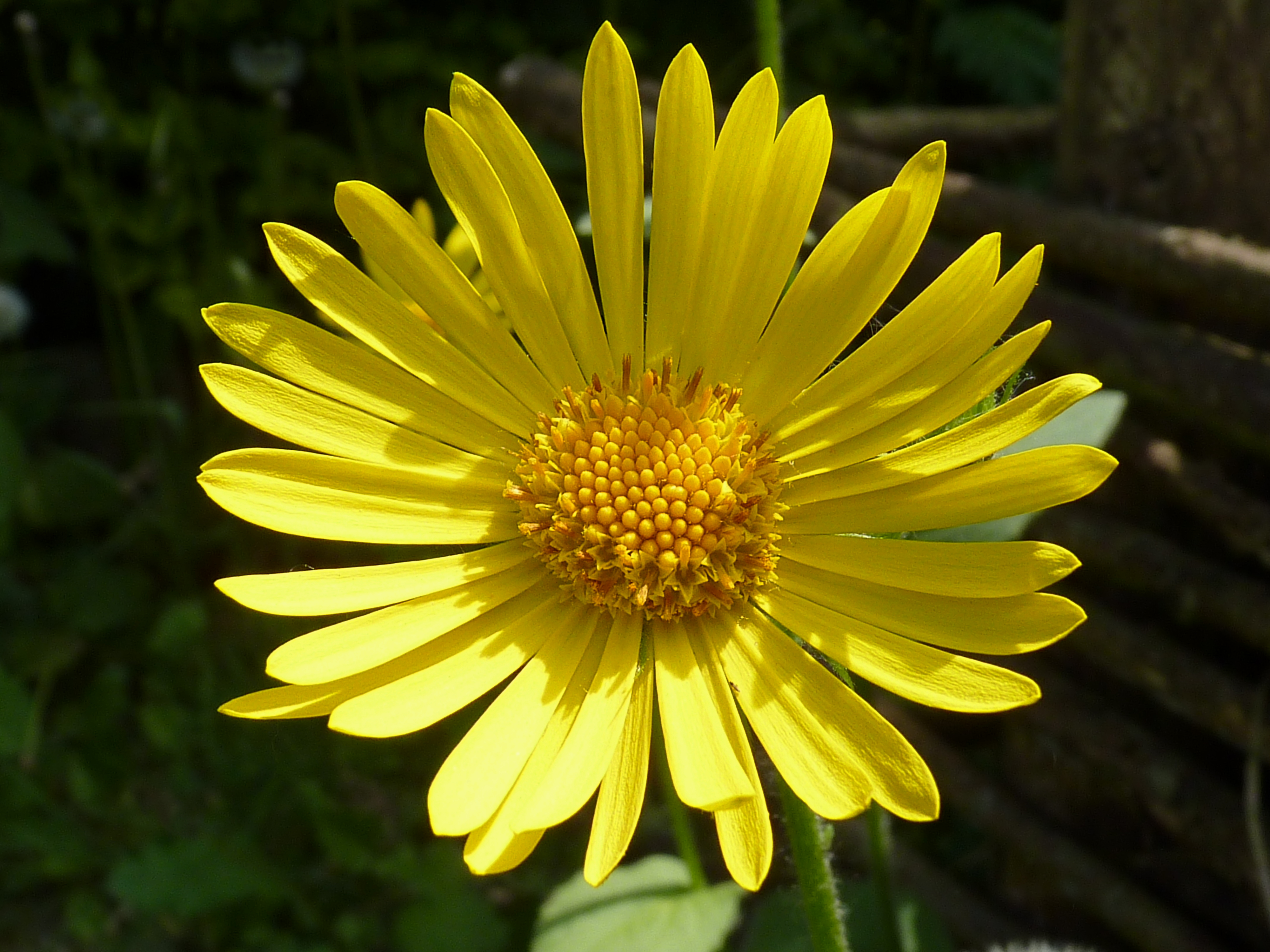
Körbchenförmiger Blütenstand mit Zungen- und Röhrenblüten, Detail

### Blütenstand und Blüte
Die Blütezeit reicht von Mai bis Anfang Juli. In einem lockeren, doldentraubigen Gesamtblütenstand stehen meist zwei bis sechs (ein bis acht) körbchenförmige Teilblütenstände zusammen. Die drüsig behaarten Blütenstandsschäfte weisen eine Länge von meist 5 bis 7 (0,5 bis 20) Zentimeter und einen Durchmesser von meist 0,8 bis 1 (0,5 bis 2) Millimetern auf. Die Blütenstandshülle ist so lang wie oder manchmal länger als die Zungenblüten und weist einen Durchmesser von 1 bis 3,3 cm auf. Die krautigen Hüllblätter sind bei einer Länge von meist 1,2 bis 1,4 (1 bis 1,7) Zentimetern sowie einer Breite von meist 1 bis 1,5 (0,7 bis 2,7) Millimetern eiförmig-pfriemlich und immer mit spitzem oberen Ende. Die Hüllblätter besitzen mit spitzen, steifen Trichomen in mehreren Reihen in gleichen Abständen bewimperte Ränder und drüsig oder nichtdrüsig Trichomen auf ihren Flächen. Der Korbboden ist flaumig behaart oder kahl. Die Blütenkörbe weisen bis zu den Spitzen der Strahlenblüten einen Durchmesser von 2 bis meist gut 5 Zentimetern auf.
Die Blütenkörbe enthalten goldgelbe Zungen- (= Strahlen-) und Röhrenblüten (= Scheibenblüten). Bei den Zungenblüten sind die Kronen bei einer Länge von 1,1 bis 2,5 cm und einer Breite von (1 bis) meist 2 bis 3,5 Millimetern länglich-elliptisch mit einer dreizipfeligen Zunge. Bei den Röhrenblüten weisen die Kronen eine Länge von 4 bis 6 Millimetern einen Durchmesser von 1 bis 2,5 Millimetern auf.

### Frucht
Die Achänen besitzen eine schwarze, warzige Oberfläche und sind bei den Strahlen- und Scheibenblüten unterschiedlich (Heterokarpie). Die kahlen 1,7 bis 3,5 mm langen und 0,7 bis 1,3 mm breiten Achänen der Strahlenblüten besitzen keinen Pappus. Die behaarten, 1,2 bis 1,8 Millimeter langen und 0,7 bis 1 Millimeter breiten Achänen der Scheibenblüten besitzen einen weißen, (2,5 bis) meist 3 bis 4 Millimeter langen Pappus (Haarkrone).

### Chromosomensatz
Die Chromosomengrundzahl beträgt x = 30; es liegt meist Diploidie mit einer Chromosomenzahl von 2n = 60, selten 120 vor.

## Vorkommen und Nutzung
Das natürliche Verbreitungsgebiet der Kriechenden Gämswurz umfasst die nordöstliche Iberische Halbinsel und Zentraleuropa. Es gibt Fundortangaben für Spanien, Andorra, Frankreich, Italien, die Schweiz, Deutschland und die Niederlande. In weiteren Ländern wie in Belgien, Dänemark, Schweden, Großbritannien, Irland und Tschechien ist sie ein Neophyt. Sie gedeiht in Höhenlagen von 0 bis 1800 Metern in Wäldern, Wiesen, Hecken und entlang von Fließgewässern. Sie kommt in Pflanzengesellschaften der Verbände Carpinion und Fagion vor.
Die Kriechende Gämswurz ist nährstoffanspruchsvoll und kommt in Deutschland in frischen Laubwäldern und Gebüschen vor. Sie gilt in Deutschland als einheimisch.
Die ökologischen Zeigerwerte nach Landolt et al. 2010 sind in der Schweiz: Feuchtezahl F = 3+ (feucht), Lichtzahl L = 2 (schattig), Reaktionszahl R = 3 (schwach sauer bis neutral), Temperaturzahl T = 4+ (warm-kollin), Nährstoffzahl N = 3 (mäßig nährstoffarm bis mäßig nährstoffreich), Kontinentalitätszahl K = 2 (subozeanisch).
Sie wurde früher als Heilpflanze, später als Zierpflanze in Gärten und Parks angepflanzt, verwilderte und bürgerte sich als Neophyt ein.

## Taxonomie
Die Erstveröffentlichung von Doronicum pardalianches erfolgte 1753 durch Carl von Linné in Species Plantarum, Tomus II, Seite 885. Das Artepitheton pardalianches bedeutet „Panther würgend“.

## Trivialnamen
Für die Kriechende Gämswurz bzw. Gemswurz bestehen bzw. bestanden auch die weiteren deutschsprachigen Trivialnamen: Althee (Zillertal, Salzburg), Althet, Dorantwurzel, Gamswurz (Lungau), Gemsenwurz, Graffoy, Kraftwurz (Ulm), Schwindelkraut, Schwindelgemswurz, Schwindelwurz (Kärnten) und Waldrosen (Pinzgau, Fusch).